# Phreatobius cisternarum
Phreatobius cisternarum és una espècie de peix de la família dels heptaptèrids i de l'ordre dels siluriformes.

## Morfologia
- Els mascles poden assolir 5,5 cm de longitud total.[1][2]

## Hàbitat
És un peix demersal i de clima tropical.

## Distribució geogràfica
Es troba a Sud-amèrica: entorns freàtics de l'illa Marajó a la desembocadura del riu Amazones (Brasil).